# Bruce Chown
Bruce Chown OC MC FRSC (/t͡ʃaʊn/ ; 10 novembre 1893 - 3 juillet 1986) est un médecin canadien qui fait des recherches sur le facteur sanguin connu sous le nom de facteur rhésus et découvre un vaccin immunitaire Rh, la gamma globuline Rh, qui aide à prévenir l'érythroblastose fœtale.

## Biographie
Né à Winnipeg, au Manitoba, fils de Havelock Chown et de Katherine (Farrell) Chown, il obtient un BA de l'Université McGill en 1914. Pendant la Première Guerre mondiale, il sert dans l'Artillerie de campagne canadienne et reçoit la Croix militaire. Après la guerre, il obtient son diplôme de médecine de l'Université du Manitoba en 1922. Il termine ses travaux de troisième cycle en pédiatrie au Babies 'Hospital, Université Columbia (1922–1923); Harriet Lane Home, Université Johns-Hopkins et Nursery and Child's Hospital, Université Cornell (1925-1926), devenant l'un des rares pédiatres formés au Canada et le seul au Manitoba.
De 1926 à 1977, il fait partie du personnel de l'Université du Manitoba. De 1944 à 1977, il est directeur du Rh Laboratory à Winnipeg.
En 1967, il est fait Officier de l'Ordre du Canada. En 1968, il reçoit le prix international de la Fondation Gairdner. En 1970, il est nommé membre de la Société royale du Canada. En 1995, il est intronisé au Temple de la renommée médicale canadienne.
En 1922, il épouse Gladys Webb. Ils ont quatre enfants.